# Флаг Висконсина
Флаг Виско́нсина (англ. Flag of Wisconsin) — один из символов американского штата Висконсин.
Флаг штата Висконсин представляет собой прямоугольное полотнище синего цвета с расположенным по центру изображением печати штата, в центре которой надпись по кругу «E pluribus unum» (с лат. — «Из многих — единое»). Первоначальный вариант флага был разработан в 1863 году для полков из Висконсина, участвовавших в боях во время Гражданской войны в США. В 1913 году этот флаг стал флагом штата.
Так как половина флагов штатов США имеют одинаковый дизайн — синие полотнище с печатью штата, — для отличия от других похожих флагов, в 1980 году на флаг были добавлены надписи. Вверху — WISCONSIN (рус. Висконсин), внизу — 1848, год вхождения штата в США.